# Shuja Khanzada
Shuja Khanzada, né le 28 août 1943 et mort le 16 août 2015, est un homme politique pakistanais.

## Biographie
Il a été tué dans un attentat-suicide perpétré par des membres du Lashkar-e-Jhangvi.